# Еохайд Мугмедон
Еохайд Мугмедон (ірл.: Eochaid Mugmedon) (344–351 роки правління, н. е.) — верховний король Ірландії, напівлегендарний, напівісторичний. Персонаж багатьох давніх ірландських міфів та легенд. Син Муйредаха Тіріга. Батько верховного короля Ірландії Ніла Дев'яти Заручників (Niall Noígíallach), що став засновником цілої королівської династії О'Нілів і династій королівства Коннахт.
Він не згадується в списку верховних королів Тари «Балє Хуньд» («Baile Chuind»), але є в списках верховних королів «Лебор Габала Ерен» («Lebor Gabála Érenn»), згадується в ірландських літописах та «Історії» Джеффрі Кітінга та «Хроніках лауда» («Laud»).

## Правління Еохайда

### Історичний контекст
У ті часи влада верховного короля Ірландії була обмежена: Ірландія була поділена на п'ять королівств: Улад, Мюнстер, Ленстер, Коннахт, Міде, які постійно ворогували між собою і відмовлялись платити данину верховному королю. Кожне з королівств у свою чергу ділилось на дрібніші володіння, які ділилися на землі окремих кланів, кожен з яких очолювався вождем клану.

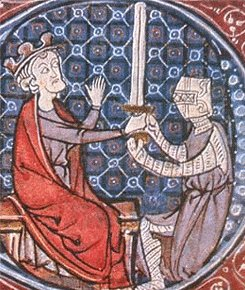
Кельтський король. Середньовічний малюнок.

### Здобуття верховної влади
Згідно з хронікою «Лебор Габала Ерен» Еохайд Мугмедон був сином верховного короля Ірландії Муйредаха Тіріга (Muiredach Tirech) (310–343 роки правління, н. е.), нащадком Конна Сто Битв (Conn Cétchathach). Батько Еохайда Мугмедона — Муйредах Тіріг був повалений Келбадом МакКронн Брадруї — королем Улада, але Келбад був при верховній владі тільки один рік (343–344 н. е.), Еохайд Мугмедон вбив його і зайняв батьківський престол. Згідно з хронікою «Лебор Габала Ерен» він взяв з королівства Ленстер традиційну данину борома без бою, але згідно записів Кітінга він одержав поразку в битві Круахан Кланта від короля Ленстеру Енне Кенсалах.

### Родина
Згідно зі скелою (сагою) «Пригоди синів Еохайда Мугмедона», король мав дві жінки: Монгфінд дочку Фідаха — законну дружину, а також принцесу Кайренн Касдуб — полонену дочку бритського короля Скала Моена. Є застереження щодо правдивості цих даних. Так, Монгфінд, можливо, уособлює надприродні сили. Даньоірландська скела (сага) «Смерть Крімптана МакФідаха» згадує народну назву свята Самайн — «свято Монгфінд» і те, що віряни-язичники приносили їй жертви в переддень Самайну. Також Т. Ф. О'Рейлі (T. F. O'Rahilly) зауважив спорідненість імені Карейнн із латинським Карина, що імовірно вказує на романо-британське походження; згадки ж про Карейнн як доньку короля саксів видаються анахронізмом.
Після правління протягом семи років Еохайд Мугмедон помер внаслідок хвороби в Тарі — тодішній резиденції верховних королів Ірландії. Престол зайняв його брат Крімптан МакФідах («Crimthann mac Fidaig») (351–368 роки правління).

### Спадкоємці
Згідно з давніми ірландськими легендами Еохайд Мугмедон мав п'ятьох синів: чотирьох — Бряна (Бріана), Айліля (Аліля), Фіахра (Фяхра), Фергуса — від законної дружини королеви Монгфінд дочки Фідаха та одного — Ніла (Ніала) від коханки Кайренн Касдуб.
Саме Нілу судилося стати верховним королем Ірландії та закласти початок нової королівської династії О'Нілів. Після чудесного порятунку в дитинстві й ряду випробувань, він здобуває повагу своїх братів і, перемігши дядька Крімптана МакФідаха й мачуху Монгфінд, посідає трон Еохайда Мугмедона.